# Xylosma sanctae-annae
Xylosma sanctae-annae är en videväxtart som beskrevs av H.O. Sleum.. Xylosma sanctae-annae ingår i släktet Xylosma och familjen videväxter. Inga underarter finns listade i Catalogue of Life.